# Rhapsody: A Musical Adventure
Rhapsody: A Musical Adventure, connu au Japon sous le titre The Puppet Princess of Marl Kingdom (マール王国の人形姫, Māru-ōkoku no Ningyō-hime), est un jeu vidéo de rôle commercialisé sur console PlayStation par Atlus USA et Nippon Ichi Software, les créateurs de Disgaea, partie intégrante de la série Marl Kingdom.
Le jeu est édité quatre fois au Japon — la première fois en 1998, une seconde fois sous le titre de The Adventure of Puppet Princess + 1 en 1999, une troisième fois sous le titre de The Adventure of Puppet Princess (PSone Books) en 2001, et une quatrième fois sur Nintendo DS le 6 juin 2008. Le jeu paraît aux États-Unis en 2000, et est, en 2008, le seul jeu de la série à paraître hors des frontières nippones. Rhapsody, et ses suites, sont considérés comme des RPG musicaux.

## Système de jeu
En démarrant une nouvelle partie, le joueur peut sélectionner la difficulté (facile, normal, ou difficile), affectant ainsi la durée du jeu. Le joueur sélectionne différents lieux sur la carte, et combat aléatoirement, comme dans la série Dragon Quest. Contrairement à la plupart des jeux vidéo de rôle de l'époque, le joueur peut sauvegarder sa partie à n'importe quel moment, sauf pendant les combats.

## Musiques
Une bande sonore originale accompagne le jeu dans sa version américaine (Rhapsody - A Musical Adventure USA Soundtrack). Toutes les chansons sont composées par Tenpei Sato.
| 1.    | Someday (voix de Sara Thomas)                                                                                         | 3:09 |
| 2.    | Let's Go On (Contest Version) (voix de Sara Thomas (Coronet) et Jody Fleischer (Etoile))                              | 4:53 |
| 3.    | Let's Go On (Cherie Version)                                                                                          | 2:40 |
| 4.    | Our World | 3:00 |
| 5.    | Amphibian Paradise (voix de Josh Synar (Michael) avec Rachel Quaintanes, Glenn Wissner, et Keith Arem (Frog Dancers)) | 3:28 |
| 6.    | Evil Queen | 2:40 |
| 7.    | True Courage | 2:46 |
| 8.    | Thank You | 6:08 |
| 9.    | Mountainmen's Song | 1:54 |
| 10.   | Amazing Pirates | 1:39 |
| 11.   | Puppet Princess Theme                                                                                                 | 2:58 |
| 12.   | Little Love | 2:39 |
| 13.   | Adventurer | 1:35 |
| 14.   | Welcome to the Dungeon                                                                                                | 2:45 |
| 15.   | Spirit Wind | 2:57 |
| 16.   | Marjoly Family Anthem                                                                                                 | 2:24 |
| 17.   | Mothergreen | 2:00 |
| 18.   | Castle Evening | 1:59 |
| 19.   | Lady's Barrette | 2:41 |
| 20.   | Fear | 2:11 |
| 21.   | Shooting Star | 2:05 |
| 22.   | Rhapsody Afar | 2:05 |
| 23.   | Dream Hunter | 2:49 |
| 24.   | The Wanderer | 3:04 |
| 25.   | Last Waltz | 3:58 |
| 26.   | Mother's Lullaby | 2:19 |
| 72:46 | |      |

## Version Nintendo DS
Rhapsody: A Musical Adventure est commercialisé sur Nintendo DS le 23 septembre 2008. Le système de jeu est significativement différent ; idem pour les combats, cette fois présentés en 2D de type stratégie-RPG, identiques aux suites du jeu.